# Rachel Scott (pédagogue)
Pour les articles homonymes, voir Scott.
Ne doit pas être confondu avec Rachel Scott (étudiante).
Rachel Scott, née Rachel Cook, à St Andrews, en Écosse, le 1er février 1848 et morte le 27 novembre 1905 à Fallowfield, est une pédagogue britannique qui s'est intéressée à l'éducation des femmes. Elle est l'une des premières élèves du Girton College.  

## Biographie
Rachel Susan Cook naît à St Andrews, en Écosse, benjamine de cinq sœurs. Son père, John Cook est un pasteur de l’Église d’Écosse, professeur d'histoire de l'Église à l'université de St Andrews, comme l'ont été les grand-père et arrière-grand-père paternels de Rachel Cook. Celle-ci fait ses études au Madras College, une école secondaire de St Andrews, puis à domicile, avec des cours particuliers. Elle s'inscrit au collège pour femmes à Hitchin, qui devient le Girton College de Cambridge, avec une autre Écossaise, Louisa Lumsden,. En 1873, Rachel Cook passe les tripos, et obtient une mention bien. Sarah Woodhead, Rachel Cook et Louisa Lumsden sont considérées comme les pionnières de Girton. 
En 1874, elle épouse Charles Prestwich Scott (en), rédacteur en chef du Guardian. Le couple s'installe d'abord à Kersal, de 1874 à 1881, puis à Fallowfield, dans la banlieue de Manchester, ils ont quatre enfants. 
Rachel Scott rejoint le comité directeur de la Manchester High School for Girls. Son mari et elle comptent parmi les fondateurs de l'école de filles de Withington, et s'intéressent à la création de l'école primaire mixte Lady Barn House School, à Fallowfield. Elle soutient la création du Owens College en 1883, devenu ultérieurement l'université Victoria. Elle est élue membre du comité des affaires scolaires de la ville de Manchester en 1890 et soutient le principe de la gratuité de l'enseignement primaire et la possibilité pour les femmes d'être membres des conseils d'école. Elle démissionne en 1896, après l'élection de son époux au parlement de Westminster, alors qu'elle réside désormais une partie de l'année à Londres. 
Elle-même est très active sur le plan politique, et milite en faveur du parti libéral. Elle devient notamment responsable de l'union des associations de femmes du parti libéral pour le Lancashire et le Cheshire lors de sa fondation en 1893, puis en est la présidente en 1900 jusqu'à sa démission pour des raisons de santé en 1903. Elle soutient également le droit de vote des femmes, et s'exprime volontiers en public en faveur de cette cause.
Elle prononce son dernier discours, en 1900, au Free Trade Hall devant les élèves de l'école de filles de Manchester. 
Rachel Scott traduit et annote une édition du texte De vita Agricolae de Tacite, publié anonymement en 1885, et traduit Une fille d'Eve et Mémoires de deux jeunes mariées pour l'édition des œuvres de Balzac de George Saintsbury (en). Elle traduit également les légendes de photos d'un guide sur la Royal Jubilee Exhibition de 1887 à Manchester. Elle collabore avec son mari pour des critiques littéraires et des articles dans le Guardian,. Elle meurt à son domicile de Fallowfield le 27 novembre 1905 et une cérémonie a lieu au crématorium de Manchester.